# NGC 5062-1
NGC 5062-1 في الفهرس العام الجديد، هي مجرة محدبة، تقع في كوكبة قنطورس. اكتشفت في 1 مايو 1834 بواسطة جون هيرشل.

## روابط خارجية
- NGC 5062-1 على موقع ويكي سكاي: DSS2, SDSS, GALEX, IRAS, Hydrogen α, X-Ray, Astrophoto, Sky Map, Articles and images